# Jeffrey Pierce
Pour les articles homonymes, voir Pierce.
Jeffrey Pierce, né Jeffrey Douglas Plitt le 13 décembre 1971 à Denver (Colorado), est un acteur, réalisateur et producteur américain.

## Filmographie

### Cinéma
- 1997 : The Others réalisé par Travis Fine : Marck Miller
- 2002 : Random Shooting in L.A. : Johnny
- 2002 : S1m0ne : Kent
- 2003 : L'Affaire Van Haken (The Foreigner) de Michael Oblowitz : Sean Cold
- 2005 : Junior le pilote : Capitaine Pierce
- 2011 : Secret Identity (The double) : Weaver
- 2012 : The stranger Inside : Michael
- 2012 : Any Day Now : L'officier Plitt

### Télévision
- 1997 : Profiler (saison 2, épisode 14) : Peter Denford
- 1998 : Houdini : Montreal Student #2
- 2000 : Astronauts : Brent Masse
- 2000 : Jackie Bouvier Kennedy Onassis : John F. Kennedy Jr.
- 2001 : Big Apple (saison 1) : Inspecteur Vincent Trout
- 2002 : For the People : Mason Knight
- 2002 : FBI : Portés disparus (saison 1, épisode 12) : Paul Dobson
- 2002 : Amy (saison 4, épisode 15) : M. Cobbs
- 2002 : À la Maison-Blanche (saison 4, épisode 5) : Jeff Johnson
- 2003 : Boston Public (saison 4, épisode 10) : Will Styros
- 2003 : Charmed (saison 6, épisode 17) : Todd Marks
- 2003 : JAG (saison 9, épisode 8) : Zack Tunney
- 2005 : Preuve à l'appui (saison 5, épisode 9) : Bill Patterson
- 2005 : NCIS : Enquêtes spéciales (saison 3, épisode 11) : Michael McMannis
- 2005 : Charlie Jade (saison 1) : Charlie Jade
- 2006 : The Nine : 52 heures en enfer (saison 1) : Randall Reese
- 2007 : Close to home (saison 2, épisodes 20, 21 et 22) : Matt Ewin
- 2007 : Life (saison 1, épisode 6) :   Rick Larson
- 2007 : Journeyman (saison 1, épisode 5) : Dylan McCleen
- 2007 : Esprits criminels (saison 3, épisode 18) : Ryan Scott
- 2008 : Private Practice (saison 2, épisode 9) : Ray Daniels
- 2008 : Terminator : Les Chroniques de Sarah Connor (saison 2, épisodes 21 et 22) : T888
- 2008 : Eli Stone (saison 1, épisode 3) : Robert Swain
- 2008 : Fear Itself (saison 1, épisode 1) : Point
- 2008 : Le Retour de K 2000 (saison 1, épisode 9) : Ryan Arrow
- 2009 : Castle (saison 2, épisode 3) : Wyatt Monroe
- 2010 : Miami Medical (saison 1, épisode 11) : marcus
- 2011 : Les Experts (saison 12, épisode 16) :  TC Riordan
- 2012 : Alcatraz (saison 1) : Jack Sylvane
- 2012 : Nikita 2010 (saison 3, épisode 1) : Martin
- 2013 : The Tomorrow People (saison 1) : Roger Jameson
- 2014 : Drop Dead Diva (saison 6, épisodes 11, 12 et 13) : Ian Holt
- 2015 : Les Mystères de Laura (saison 2 épisode 5) : Terrence Van Doren
- 2023 : The Last of Us : Perry

### Réalisateur
- 2003 : All My Sins Remembered

### Jeux vidéo
- 2013 : The Last of Us : Tommy
- 2017 : Call of Duty WWII  : Lieutenant Turner
- 2020 : The Last of Us Part II : Tommy

### Producteur
- 2003 :  All My Sins Remembered